# 日本的性别不平等
即使在现代社会，性别不平等仍是日本面临的问题之一。2015年，日本人均收入为38,883美元， 在188个国家中排名第22位，并在人类发展指数中排名第18位。 在2019年的性别不平等指数报告中，日本在参与的162个国家中排名第17位，领先于德国、英国和美国，尤其在生殖健康和高等教育方面表现突出。 尽管如此，由于根植于传统宗教价值观和政府改革中的性别规范持续存在，日本依然存在性别不平等现象。性别不平等体现在家庭、政治代表性、教育等多个方面，尤其在就业机会和收入上表现显著，这在很大程度上是传统与现代日本社会中既定性别角色的结果。不平等还体现在异性恋夫妻的离婚以及同性伴侣的婚姻方面，原因在于缺乏保护离婚的法律以及存在限制性婚姻法律。 由于这些传统性别角色的影响，自我健康评估调查显示出健康状况差异，人口下降，性别化教育与社会期望加剧，以及LGBTQ+群体的不平等待遇。

## 历史、传统与现代观念

### 明治政府对日本国家的重组
在1878年至1883年间，明治政府对国家进行了重组，日本女性的政治与法律权利被大幅削弱。这次重组为日本法律体系的建立奠定了基础，但也引入了新的法律和术语，如公民（kōmin，日语：こうみん）与公共权利（kōkyō no kenri，日语：公共の権利）。随着更多关于男性继承权的法律出台，女性被排除在这些法律分类之外，因此被禁止投票和参与政治。这些重组受到法国及其他欧洲国家的影响，当时一批被称为法制官僚（hōsei kanryō，日语：法制官僚）的精英男子前往这些国家，将欧洲法律与传统的德川武士教义融合，这些教义具有父权性质。这些法律大多在第二次世界大战前一直有效，期间仅有少数例外。

### 家庭价值观
日本的家庭结构历来被定义为一种两人模式，即女性担任家庭主妇或照护者的角色，男性则作为家庭的经济支柱，这是一种历史上常见的性别分工。在日本参与第二次世界大战并结束后，新的日本宪法中加入了第24条，被称为“性别平等条款”，旨在引导国家走向性别平等。然而，由于根深蒂固的家庭和性别规范，许多国民对此表示抗拒，截至2009年，这种文化仍未发生显著改变。

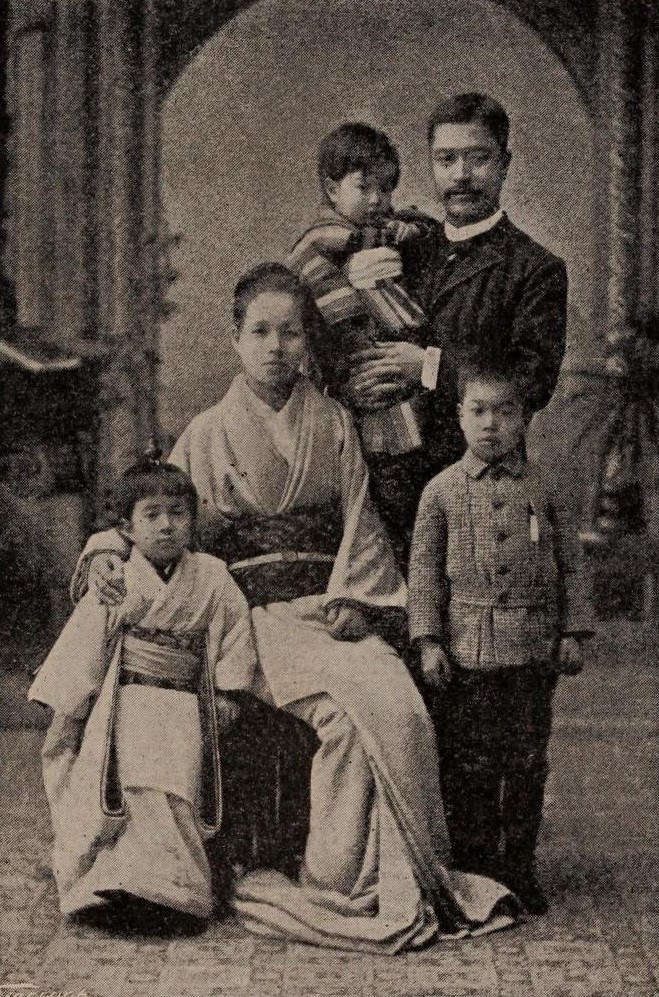
19世纪日本家庭的合影照片

战后，职业主妇（sengyō shufu，日语：専業主婦）这一概念逐渐兴起。这种类型的家务劳动被视为一种专业性劳动，与其他职业无异，需要丰富的知识、技能和一定程度的自主性。 职业主妇的主要角色是育儿，但这个话题在日本仍受到高度污名化。在日本，仅有2%的孩子在婚姻之外出生，未婚或已婚但未育的女性通常会受到社会的“敌意”看待。在2013年的一项调查中，超过50%的20岁受访者认可传统的性别劳动分工，即男性在外工作，女性在家务中承担主导地位，这一观点也通过关于主收入者与次收入者的税收政策被进一步强化。
直到20世纪70年代中期，日本女性才开始在有偿经济中扮演更重要的角色。然而，日本男性并未相应地承担更多的家务责任。研究表明，父亲在工作中投入的时间与其所从事的家务（包括育儿）时间之间呈负相关关系。 父亲下班后，大多时间用于吃饭或与家人一起进行非社交的活动，如看电视。 这种现象促成了“日本公司化”（Japan Inc.）这一说法的出现，用以形容男性在长期关系中将自己的人生完全投入工作。
另一个在日本流行起来的术语是“无关系社会”（relationship-less society）， 这一概念描述了男性因工作时间过长，几乎没有时间与家人建立情感联系的情况。日本社会逐渐演变为家庭内部的孤立结构，因为男性下班后仅有足够的时间照顾自己，而无暇顾及其他家庭成员。 这种情况在希望生育第二个孩子的家庭中尤为明显。 由于企业制度与劳动法规的影响，大型企业中各年龄段的男性不得不优先考虑工作而非生活。 男性配偶提供的帮助极其有限，使得大多数家务劳动最终落在女性肩上。

### 宗教
女性主义、宗教与和平会（Feminizumu・shūkyō・heiwa no kai，日语：フェミニズム・宗教・平和の会）成立于1986年，由已故的奥田暁子（Okuda Akiko）与冈野治子（Okano Haruko）领导，最初以期刊《Womanspirit》的出版为开端。该组织由信仰基督教与佛教的女性组成，她们聚集在一起，探讨传统男性中心主义的佛教教义与自身经验的关联，试图在现代女性神学的语境下对传统进行重新诠释，并“克服犹太-基督教传统中的性别歧视”。
日本的性别角色深受宗教与文化传统的影响。日本最普及的哲学思想——儒家思想，强化了有关服饰与公共行为的性别规范。例如，从小男孩就被教育要追求事业成功、接受高等教育、尊敬家族名誉，并成为家庭的经济支柱。而在儒家传统中，女性通常只接受到中学为止的教育，被教导要专注于尊敬长辈、学习烹饪和照顾孩子。在这一体系下，女性本不应拥有有偿职业。

### 离婚
在日本，离婚被视为家庭内部的私人事务，日本政府通常不会深度介入，仅提供法律文件，夫妻双方同意后签署即可。离婚可以通过家庭法院申请，也可以在所在的区役所进行简单登记完成。 20世纪70年代后期，日本离婚的主要原因多为外遇、经济问题和性格不合；但如今，最常见的原因是性格不合，其次是丈夫的虐待与暴力行为。 在涉及家庭暴力或虐待的案件中，女性往往处于劣势。她们在离婚后面临经济机会有限的问题，这源于社会歧视以及资产分配的不平等。

### 堕胎与避孕
在日本，堕胎是合法的。然而，女性进行堕胎需要伴侣的同意。无论是手术还是药物流产，都需在医院内完成。目前，仅有3%的女性使用避孕药，避孕套是日本最主要的避孕方式。 2023年起，事后避孕药开始在部分药局试行销售，无需处方即可购买。 日本不允许使用避孕植入物或注射型避孕方式。
2024年10月，联合国消除对妇女歧视委员会呼吁日本政府修改相关法律，取消要求女性在实施人工流产时必须获得配偶同意的条款。

## LGBTQ+婚姻权利与法律中的暴力

日本LGBTQ+彩虹旗，常见于日本式彩虹旗的多种变体中

同性婚姻在日本尚未合法，但通过“成年收养制度”与“伴侣证明制度”可以实现同性伴侣关系的法律承认。  在日本，存在“情色化暴力”的文化，这种文化将女性身体性化并滥用，这种倾向也影响了有关性暴力的法律立法，形成了强调顺从与同质化的法律制度。 这些不平等也影响到不符合异性婚姻规范的群体，使他们在职场、教育、医疗和住房等多个社会领域中面临歧视，而这些法律歧视源自于户籍制度（Koseki）。  为对抗社会歧视，一些政策已经实施，例如日本厚生劳动省制定了禁止因性取向而在收入与社会待遇上歧视雇员的职场规定。
LGBTQ+人群报告称，他们的薪资水平与工作满意度普遍低于异性恋同事。仅有少数公司设有反歧视法政策，因此对LGBTQ+群体的贬低言论相对普遍，许多人选择隐瞒自己的性别认同与取向，以避免歧视和骚扰。  由于社会普遍重视婚姻这一制度，未婚男性常被认为缺乏领导力与管理能力，晋升机会减少；30多岁的女性也常被视为“适婚年龄”，因而晋升空间受限。这种社会对婚姻的价值观进一步加剧了LGBTQ+人群的职业不平等。

## 社会阶层与流动调查
“社会阶层与流动调查（SSM）”最早于1955年进行，此后每十年进行一次。 最初的调查旨在研究日本的经济基础。如此大规模的调查也存在问题：许多地方性议题未被发现，家庭内部的不平等情况也常被掩盖，直到更具针对性的调查揭示其真相。 不过，该调查仍是日本在性别平等认知上迈出的重要一步。
在1985年进行的第四次调查中，记录到朝向性别平等的显著转变。 在此之前，女性通常被统计为“家庭主妇”或“家庭业务协助者”（例如协助农作等），而这些劳动并未被纳入经济流动性的衡量标准。 此次调查标志着向更加平等文化转变的开始。

## 男女雇佣机会均等法
随着全国性调查开始包含女性群体，日本政府颁布了男女雇佣机会均等法（EEOL）。在法律实施之前，女性通常只能从事劳动强度高、工作条件恶劣的职位，如农场或危险工厂内的工作。大多数其他女性则从事秘书或助理类职位。  EEOL实施后，日本制造业中体力劳动逐渐被机器取代，使女性在社会中有更多参与机会。
该法旨在为各性别群体在职场上创造平等的机会。然而，各行业对女性的歧视依旧普遍存在。 尽管面临持续的歧视，当代日本仍在法律如EEOL以及其他国际公约（如消除对妇女歧视公约）的推动下不断进步。

## 女性在政治领域的发展
自20世纪80年代起，日本女性在政治领域开始取得实质性进展。 然而，根据列国议会联盟的数据，日本女性在政界的代表比例却呈下降趋势：从1997年在177个国家中排名第79位，降至2019年在193个国家中排名第165位（5, 183）。尽管联合国呼吁提高女性的政治代表性，且日本民主党（DPJ）曾在一场选举中成功使更多女性当选，但该党并未实施有利于女性进一步参选或提升女性政治地位的改革。由于表现不佳，该党于2017年解散。
2014年，时任首相安倍晋三在其内阁中任命了五位女性成员，但其中仅三人因职场性别歧视相关的丑闻保留职位。
近年来，在地方议会层面，出现了被称为"妈妈议员"（Mama Giin，日语：ママ議員）的崛起。  截至2024年，日本女性在政治代表比例仍偏低：众议院中女性议员占比为10.4%，参议院中为26.8%。

## 性别不平等指数

2019年性别不平等指数，日本位于最右侧，深绿色区域

根据性别不平等指数（GII），2019年日本在188个国家中排名第19位。 GII主要衡量三个方面：生殖健康、赋权以及劳动力市场。 在该指数中，0代表完全平等，1代表完全不平等，日本的得分为0.116。
该指数表明，日本在性别平等方面仍有进步空间。相较于其他亚洲发达国家，日本在国会中的女性代表数量偏低，在51个最发达国家中排名倒数第四。在女性劳动力参与率方面，日本得分亦为第六低。然而，日本在青少年出生率及女性接受中等教育的比例上表现良好。总体来看，由于在生殖健康和女性教育水准方面的高分，日本被归类为性别不平等指数最低的国家之一。

## 教育中的性别不平等

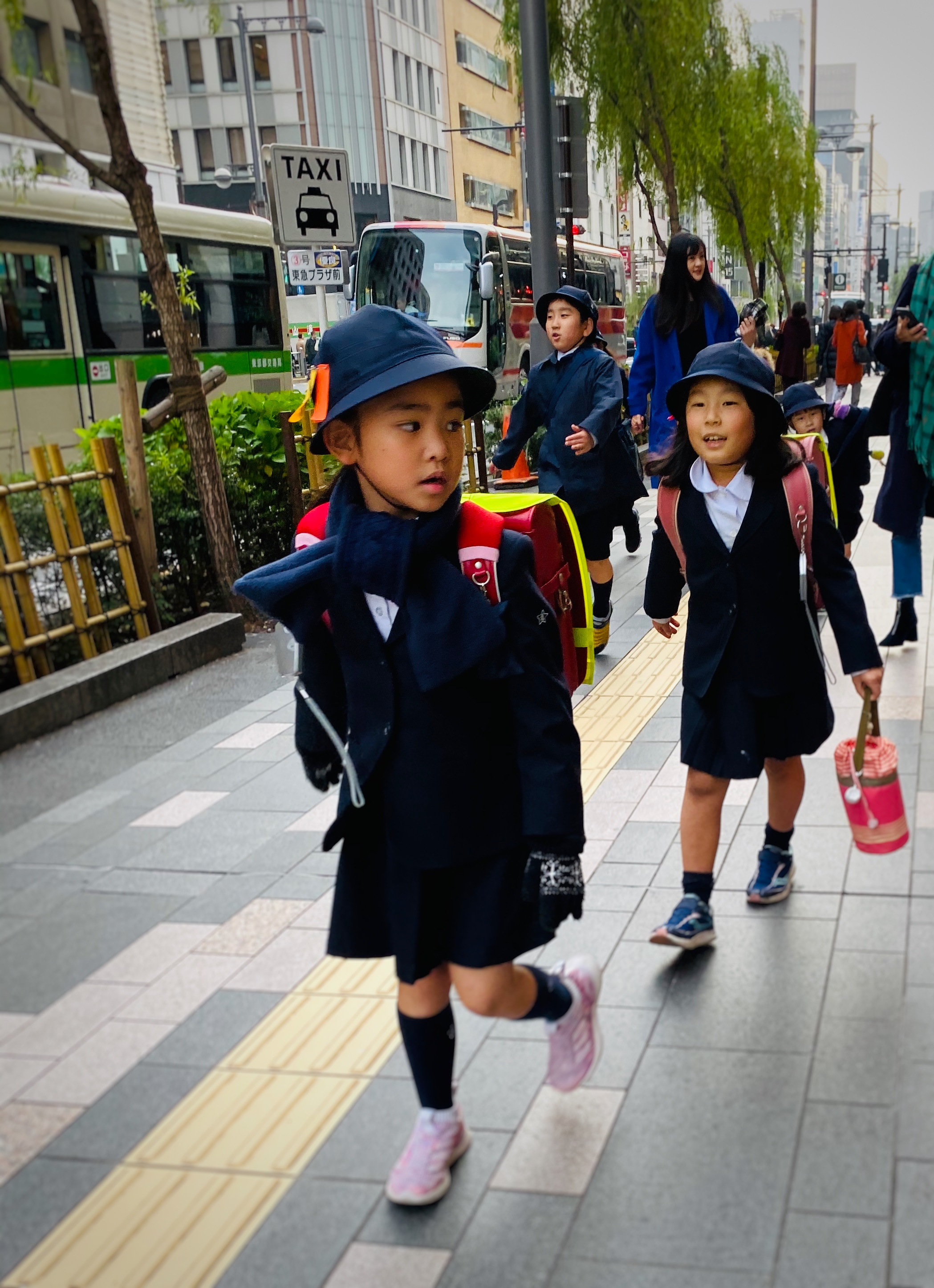
2019年12月，东京的学生们

在当代日本社会中，教育领域几乎不存在性别差距，整体上的性别不平等也在逐步减少，但日本历史上并非如此。 在近代教育体系初步成型时，女性在各教育阶段的机会受到了极大限制：小学出勤率低，中等教育机会有限，高等教育更是几乎无法进入。 不过，自19世纪起情况逐渐改善，并在第二次世界大战结束后加速推进。战后，日本在教育性别平等、民主化、性别平等及就业结构改革等方面取得显著进展，推动了社会的整体平等化。
然而，2018年，日本几所医科大学，包括东京医科大学、顺天堂大学和北里大学被揭发对女性考生存在歧视，采用不同的录取标准以提高男性录取率。 在日本，女性医生的比例仅为21.1%，在所有七国集团（G7）成员国中排名最低，显示出医疗领域存在严重的性别不平等。
高等教育也呈现出性别角色的差异期待。男性拥有大学学历常被认为有助于婚姻市场竞争力，但女性则未必如此。此外，有约76%的家长表示希望儿子将来能提供经济支持，而只有6%的家长对女儿有类似期待。这种现象与日本劳动市场的性别差异密切相关，因男性的经济回报通常更高。

## 就业与工资中的性别差距

经合组织国家的性别工资差距

随着日本成为经合组织中老龄化速度最快的国家，就业与工资中的性别差距正日益成为一个严重问题。 为了维持经济活力，政府必须采取措施维持生产力。尽管日本女性占学士学位获得者的45.4%，她们在劳动力中仅占18.2%，在雇主中更是只有2.1%。
对于女性劳动力参与率低，有几种理论解释。一种认为，这与日本社会中家庭的重要性密切相关。 由于日本的税收政策与公司福利对女性，特别是有家庭的女性不够有利，因此男性养家模式至今仍具有优势。政府一项政策规定，年收入不超过130万日元（约合11,500美元）的配偶可获得医疗和养老金保障，从而令许多夫妻放弃“双职工”模式。 同时，日本企业通常为男性提供更多福利，因为社会期待他们在家庭中担任主要经济支柱的角色。 工资和福利也常与年资与资历挂钩，这使得育儿期间中断职业发展的女性更难在一般职场中晋升。
男性与女性之间也存在显著的性别工资差距。2005年，日本的性别工资差距为32.8%，到2017年下降至25.7%。在经合组织中，日本的工资差距排名第三。 日本漫长的工作时间助长了这一差距，因为男性与女性在有偿与无偿工作上的时间分配严重不均。 平均而言，女性每天从事无偿家务劳动的时间为5.5小时，而男性仅为1小时。 日本男性几乎不参与家务劳动，这是劳动力性别分工的一个体现。 此外，以资历为核心的晋升机制也影响了希望先养育孩子的女性，因为她们将不得不等待更久才能获得升职机会。在日本的高层职位（如经理、首席执行官、政治家等）中，女性所占比例极低。女性在日本公司董事会中仅占3.4%的席位。 有学者认为，要消除对女性的不利影响，政府必须引入更多有利于女性与家庭的政策。
劳动市场的分割也与性别工资差距密切相关。二战后，日本政府有意按性别划分劳动力。 研究表明，以女性为主的工作场所，其工资比男性为主的场所低5.1%，这一数字仅计算了全职员工，没有考虑兼职同时育儿的女性员工。
历史上，男性主导的社会被视为“日本文化”的一部分。早期政治家几乎都是男性，掌握着所有权力。因此，政治领域的性别偏见根深蒂固。但自20世纪80年代末以来，人们逐渐意识到女性在政治领域的重要性。
一种被称为补偿性工资差异理论的理论认为，女性并非被迫从事低薪工作，而是根据不同工作所提供的福利待遇做出选择。从工作时间安排到健康保险保障，女性可能会为了某些福利而接受较低的薪酬。 魏馨（Wei-hsin Yu）的一项研究指出，在女性占多数的工作环境中，工资增长幅度也与之相关。

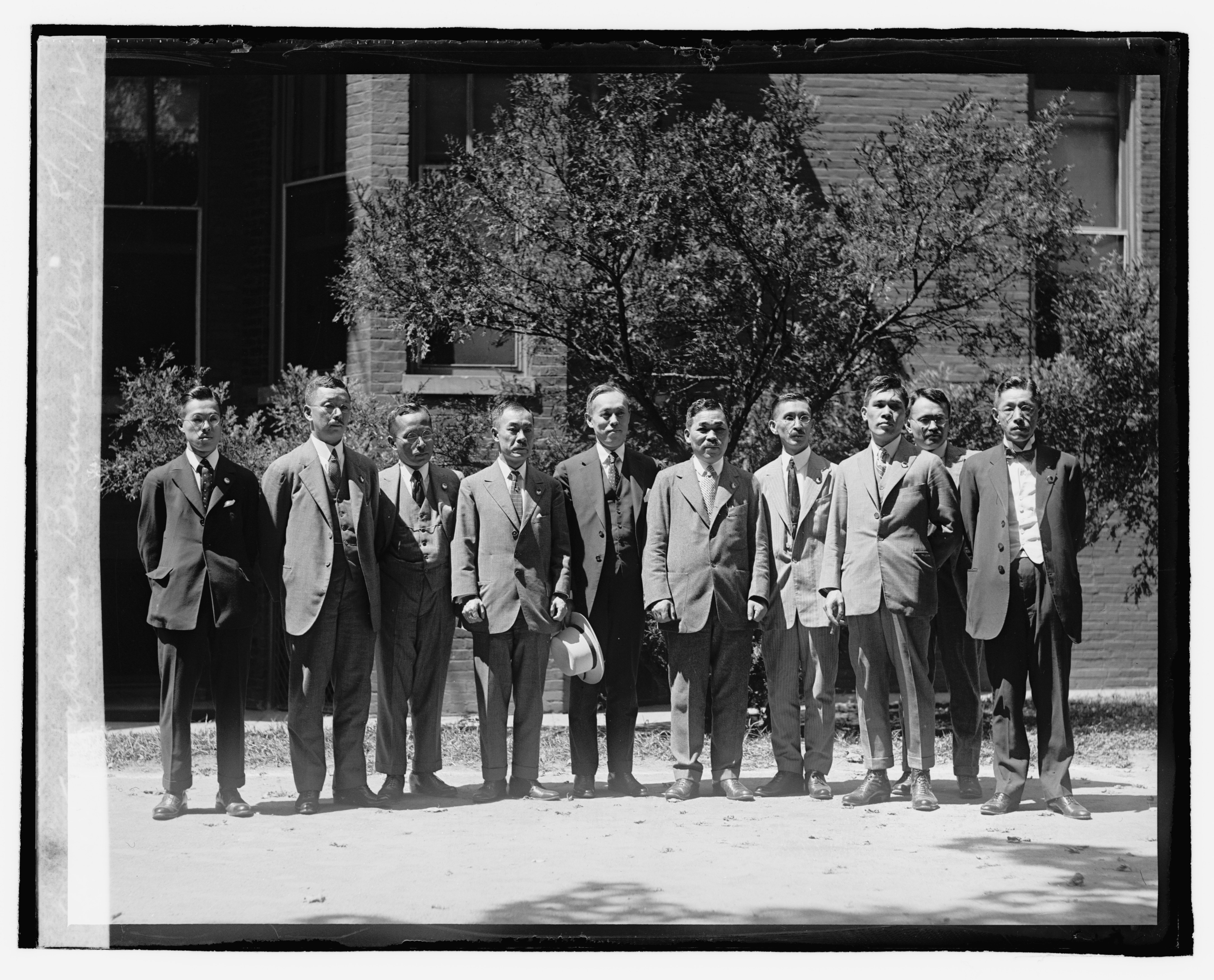
旧照：一群日本商人合影，反映当时以男性为主的企业文化

另一种由Mary Brinton提出的理论则认为，日本的国家制度结构阻碍了女性找到“好工作”。 第四种关键理论来自樋口恵子（Higuchi Keiko），她认为需要通过公共政策变革来鼓励职场性别多元化。 她指出，现行政策实际上抑制了女性的就业积极性。例如，1960年代推动的“人造政策”（hitozukuri policy）将再生产下一代的责任完全放在女性身上，以维持国家经济活力。

## 自评健康调查
联合国开发计划署将人类发展指数与性别赋权指标进行关联。也就是说，女性社会地位越低，整个社会的健康水平也越低，包括男性在内。然而，日本与韩国是这一趋势中的例外。
虽然在日本，自评健康状况差（SRH）的性别差异几乎不存在，但男性在中晚年到老年（50至70岁）期间报告的差评率更高。对此有两种值得注意的社会解释。首先，这可能是日本“男性气质”及其围绕不良健康行为的社会规范（如吸烟、饮酒、不良饮食习惯，以及在需要时拖延就医）所导致的结果。其次，日本男性的社交关系多围绕工作展开，退休后这些关系往往随之消失，从而可能对其心理健康造成负面影响。